# Liste der Monuments historiques in Quesmy
Die Liste der Monuments historiques in Quesmy führt die Monuments historiques in der französischen Gemeinde Quesmy auf.

## Liste der Bauwerke
| Bezeichnung      | Beschreibung | Standort               | Kennzeichnung | Schutzstatus | Datum | Bild           |
| ---------------- | --- | ---------------------- | ------------- | ------------ | ----- | -------------- |
| Kirche St-Médard | aus dem dritten Viertel des 12. Jahrhunderts, Seitenschiffe und Westfassade im 17. oder 18. Jahrhundert verändert; nach Zerstörung im Ersten Weltkrieg zwischen 1925 und 1928 rekonstruiert | Rue de l’Église (Lage) | PA00114824    | Classé       | 1912  | weitere Bilder |

## Liste der Objekte
| Bezeichnung                      | Beschreibung                                                                             | Standort                       | Kennzeichnung | Schutzstatus | Datum | Bild |
| -------------------------------- | ---------------------------------------------------------------------------------------- | ------------------------------ | ------------- | ------------ | ----- | ---- |
| Skulptur der heiligen Margaretha | Holz, polychrom gefasst, erste Hälfte des 16. Jahrhunderts; im Ersten Weltkrieg zerstört | in der Kirche St-Médard (Lage) | PM60001320    | Classé       | 1913  |      |